# Loreto Aprutino
Loreto Aprutino is een gemeente in de Italiaanse provincie Pescara (regio Abruzzen) en telt 7672 inwoners (31-12-2004). De oppervlakte bedraagt 59,5 km², de bevolkingsdichtheid is 129 inwoners per km².
De volgende frazioni maken deel uit van de gemeente: Passo Cordone, Cartiera, San Pellegrino, Ferrauto, Gallo, Poggio Ragone, Remartello.

## Demografie
Loreto Aprutino telt ongeveer 2590 huishoudens. Het aantal inwoners steeg in de periode 1991-2001 met 5,4% volgens cijfers uit de tienjaarlijkse volkstellingen van ISTAT.

## Geografie
Loreto Aprutino grenst aan de volgende gemeenten: Catignano, Civitaquana, Civitella Casanova, Collecorvino, Moscufo, Penne, Pianella, Picciano.
Abbateggio · Alanno · Bolognano · Brittoli · Bussi sul Tirino · Cappelle sul Tavo · Caramanico Terme · Carpineto della Nora · Castiglione a Casauria · Catignano · Cepagatti · Città Sant'Angelo · Civitaquana · Civitella Casanova · Collecorvino · Corvara · Cugnoli · Elice · Farindola · Lettomanoppello · Loreto Aprutino · Manoppello · Montebello di Bertona · Montesilvano · Moscufo · Nocciano · Penne · Pescara · Pescosansonesco · Pianella · Picciano · Pietranico · Popoli · Roccamorice · Rosciano · Salle · San Valentino in Abruzzo Citeriore · Sant'Eufemia a Maiella · Scafa · Serramonacesca · Spoltore · Tocco da Casauria · Torre de' Passeri · Turrivalignani · Vicoli · Villa Celiera
1. ↑  https://demo.istat.it/?l=it.